# Elizabeth Keener
Elizabeth Keener, née le 1er décembre 1966, est une actrice américaine.

## Biographie
Elle est la jeune sœur de l'actrice Catherine Keener. Elizabeth Keener est ouvertement lesbienne.

## Filmographie
- 1994 : Teresa's Tattoo
- 1996 : Ellen (série télévisée)
- 2000 : Grapevine (série télévisée) : Donna
- 2001 : Felicity (série télévisée) : Chris
- 2001 : Les Experts (CSI: Crime Scene Investigation, série télévisée) : Amy Shepherd
- 2003 : Farm Sluts (court-métrage) : Janet
- 2004 : Cross Bronx : Kathy Mac
- 2005 : Getting to Know You (court-métrage) : Tenny Bell
- 2005 : The Receipt (court-métrage) : la greffière
- 2006 : Friends with Money : la vendeuse Lancôme
- 2007 : Preuve à l'appui (Crossing Jordan, série télévisée) : Stacey
- 2007 : My Insignificant Other (court-métrage) : Wendy
- 2008 : Sans Sarah, rien ne va ! (Forgetting Sarah Marshall)
- 2008 : The L Word (série télévisée) : Dawn Denbo
- 2008 : 3Way (série télévisée) : Celia Sanderson
- 2010 : La Beauté du geste (Please Give) : Cathy
- 2010 : My Generation (série télévisée) : la Réalisatrice
- 2010 : Dishin' It Up! (téléfilm)
- 2011 : World Invasion : Battle Los Angeles
- 2012 : Luck (série télévisée) : Lynn
- 2012 : Detroit Winter : officier Lenin
- 2012 : Ticket to the Circus : Deidre